# Bühnsdorf
Bühnsdorf település Németországban, Schleswig-Holstein tartományban. Lakosainak száma 373 fő (2023. december 31.).

## Népesség
A település népességének változása:
| Lakosok száma | 226  | 338  | 366  | 367  | 365  | 374  | 373  |
|               | 1975 | 2014 | 2017 | 2019 | 2021 | 2022 | 2023 |